# Glyptothorax caudimaculatus
Glyptothorax caudimaculatus är en fiskart som beskrevs av Anganthoibi och Vishwanath 2011. Glyptothorax caudimaculatus ingår i släktet Glyptothorax och familjen Sisoridae. Inga underarter finns listade i Catalogue of Life.